# Kronborgia isopodicola
Kronborgia isopodicola är en plattmaskart som beskrevs av Blair och Williams 1987. Kronborgia isopodicola ingår i släktet Kronborgia och familjen Fecampiidae. Inga underarter finns listade i Catalogue of Life.